# Куліченко Володимир Миколайович
Володи́мир Микола́йович Куліче́нко (7 березня 1972 — 29 серпня 2014) — солдат Збройних сил України, учасник російсько-української війни.

## Короткий життєпис
Народився 1972 року в місті Вознесенськ (також вказується Кривий Ріг); закінчив вознесенську школу. Проживав у місті Кривий Ріг (Довгинцівський район), де працював на підприємствах.
Призваний за мобілізацією 17 квітня 2014 року. Солдат, гранатометник, 40-й батальйон територіальної оборони «Кривбас», псевдо «Лютий».
Загинув при виході колони з Іловайська «гуманітарним коридором», який обстріляли російські війська біля села Новокатеринівка.
2 вересня тіло Володимира Куліченка разом з тілами 87 інших загиблих в Іловайському котлі привезли до запорізького моргу. Тимчасово похований на цвинтарі міста Запоріжжя як невпізнаний герой.
Перебував у списку зниклих безвісти. У березні 2015 року упізнаний за експертизою ДНК серед похованих під Запоріжжям невідомих Героїв. 10 серпня 2015 року Миколу Куліченка перепоховали у Кривому Розі, Алея Слави.
Без Володимира лишилися дружина та син.

## Нагороди та вшанування
За особисту мужність і героїзм, виявлені у захисті державного суверенітету та територіальної цілісності України, вірність військовій присязі під час Російсько-української війни, відзначений — нагороджений:
- 22 вересня 2015 року — орденом «За мужність» III ступеня (посмертно)[2];
- медаллю «За жертовність і любов до України» (УПЦ КП) (посмертно);
- відзнакою міста Кривий Ріг «За Заслуги перед містом» III ступеня (посмертно);
- відзнакою 40-го батальйону «Мужність. Честь. Закон.» (посмертно)
- Його портрет розміщений на меморіалі «Стіна пам'яті полеглих за Україну» в Києві: секція 3, ряд 1, місце 39
- Вшановується 29 серпня на щоденному ранковому церемоніалі вшанування українських захисників, які загинули цього дня в різні роки внаслідок російської збройної агресії[3]